# Salih Baljić
Salih Baljić, hrvatski diplomat iz BiH. Obnašao je dužnost konzula NDH u Trećem Reichu, u Ljubljani (studeni 1942.-svibanj 1945.),. Bio je u lijevom krilu JMO. Bio je utjecan u ogranku JMO u Mostaru.